# Ляонин
Ляони́н (кит. упр. 辽宁, пиньинь Liáoníng) — провинция на северо-востоке Китая. Административный центр и крупнейший город — Шэньян. Согласно переписи 2020 года в Ляонине проживало 42,591 млн человек.

## География
Занимаемая провинцией площадь 147 451 км² (21-е место). Ляонин — самая южная провинция на территории Маньчжурии.
Территория провинции включает Ляодунский полуостров с портом Далянь.
На территории провинции открыта так называемая Исяньская (Yixian) формация — образование мелового периода, в котором обнаружено множество остатков динозавров, в частности — пситтакозавров .

## История
В 1907 году цинским правительством была создана провинция Фэнтянь. В 1929 году Чжан Сюэлян переименовал провинцию в «Ляонин», взяв для названия первый и последний иероглифы фразы «辽河两岸永远安宁» («На берегах Ляохэ повсюду и навсегда — мир»). Когда в 1932 году японцами было организовано марионеточное государство Маньчжоу-го, то попавшей в его состав провинции Ляонин вернули прежнее название «Фэнтянь». В 1934 году провинция Фэнтянь была разделена на три провинции: Аньдун, Фэнтянь и Цзиньчжоу. В 1939 году провинция Аньдун была в свою очередь разделена на провинции Аньдун и Тунхуа. В 1941 году провинция Фэнтянь была разделена на провинции Фэнтянь и Сыпин. После окончания Второй мировой войны и ликвидации Маньчжоу-го всё было возвращено к довоенному состоянию, провинция Фэнтянь опять была переименована в Ляонин.
В 1947 году гоминьдановское правительство произвело административный передел Северо-Восточного Китая, разбив его на девять провинций; провинция Ляонин оказалась разделённой на провинции Ляонин (со столицей в Шэньяне) и Ляобэй (столица — Ляоюань).
После образования КНР в 1949 году провинции Ляонин, Ляобэй и Аньдун были ликвидированы, а на их месте образованы две провинции: Ляоси (столица — Цзиньчжоу) и Ляодун (столица — Аньдун). В 1954 году они были вновь объединены в провинцию Ляонин. В 1956 году была расформирована провинция Жэхэ, и 6 уездов её восточной части с городом Чаоян вошли в состав провинции Ляонин. В 1969 году из автономного района Внутренняя Монголия в состав провинции Ляонин был передан аймак Джу-Уд, в 1979 году он был возвращён обратно. В 1981 году городу Люйда («Люйшунь-Далянь») было присвоено название «Далянь», а Люйшунь стал его районом.

## Население
Провинция Ляонин отличается сравнительно медленным ростом численности населения, между 2000 и 2005 годами даже имела место депопуляция. Затем число жителей стало расти, хотя медленно. Такая ситуация обусловлена во многом крайне низкими показателями рождаемости (6,68 человек на 1 тыс. жителей в 2010 году, что почти вдвое ниже общекитайского уровня) и естественного прироста (0,42 человека на 1 тыс. жителей, что более, чем в 11 раз ниже общекитайского уровня).

### Динамика численности населения
- 1954 год — 19,60 млн человек[4]
- 1964 год — 26,95 млн человек[4]
- 1982 год — 35,72 млн человек[4]
- 1990 год — 39,46 млн человек[4]
- 2000 год — 42,38 млн человек[4]
- 2005 год — 42,21 млн человек[4]
- 2010 год — 43,75 млн человек[4]

### Национальный состав
По данным переписи населения КНР 2010 года, первые пять народностей по численности населения в  провинции Ляонин были следующие:
| Народность | Население  | Процент |
| ---------- | ---------- | ------- |
| ханьцы     | 37 103 174 | 84,81 % |
| маньчжуры  | 5 336 895  | 12,20 % |
| монголы    | 657 869    | 1,50 %  |
| хуэй       | 245 798    | 0,56 %  |
| корейцы    | 239 537    | 0,55 %  |

## Административное деление
Провинция делится на 12 городских округов и 2 города субпровинциального значения:
| Карта | №         | Русское название | Китайское название | Пиньинь                           | Статус |
| ----- | --------- | ---------------- | ------------------ | --------------------------------- | ------ |
|       |           |                  |                    |                                   |        |
| 1     | Шэньян    | 沈阳市           | Shěnyáng shì       | Город субпровинциального значения |        |
| 2     | Далянь    | 大连市           | Dàlián shì         | Город субпровинциального значения |        |
| 3     | Аньшань   | 鞍山市           | Ānshān shì         | Городской округ                   |        |
| 4     | Бэньси    | 本溪市           | Běnxī shì          | Городской округ                   |        |
| 5     | Чаоян     | 朝阳市           | Cháoyáng shì       | Городской округ                   |        |
| 6     | Даньдун   | 丹东市           | Dāndōng shì        | Городской округ                   |        |
| 7     | Фушунь    | 抚顺市           | Fǔshùn shì         | Городской округ                   |        |
| 8     | Фусинь    | 阜新市           | Fùxīn shì          | Городской округ                   |        |
| 9     | Хулудао   | 葫芦岛市         | Húludǎo shì        | Городской округ                   |        |
| 10    | Цзиньчжоу | 锦州市           | Jǐnzhōu shì        | Городской округ                   |        |
| 11    | Ляоян     | 辽阳市           | Liáoyáng shì       | Городской округ                   |        |
| 12    | Паньцзинь | 盘锦市           | Pánjǐn shì         | Городской округ                   |        |
| 13    | Телин     | 铁岭市           | Tiělǐng shì        | Городской округ                   |        |
| 14    | Инкоу     | 营口市           | Yíngkǒu shì        | Городской округ                   |        |

## Вооружённые силы
В Шэньяне расположены штаб и центр МТО Северного военного округа, а также 65-я база Ракетных войск, Шэньянское артиллерийское училище и Шэньянский институт автоматизации (разработка военных роботов); в Ляояне — штабы 79-й группы армий и 79-й бригады армейской авиации; в Аньшане — штаб 1-й истребительной авиадивизии; в Люйшунькоу и Хулудао — военно-морские базы Северного флота; в Даляне — Даляньская военно-морская академия, Даляньское училище сухопутных войск, штабы 651-й и 654-й ракетных бригад.

## Экономика
Ляонин является крупным промышленным центром, здесь производят сталь, алюминий, химические и нефтехимические изделия, автомобили, автобусы, самолёты, локомотивы, корабли, электронику, электротехнику, промышленное оборудование, лекарства, готовую одежду, текстиль, пищевые продукты и стройматериалы. В провинции развиты морской, железнодорожный и авиационный транспорт, финансовый сектор, энергетика, розничная торговля, логистика, туризм, телекоммуникации и информационные технологии.
В 2023 году общий объем валового регионального продукта (ВРП) Ляонина превысил 3 трлн юаней, а темпы экономического роста провинции достигли 5,3 %. 
В провинции Ляонин базируются крупные компании из списков  Fortune Global 500 и Forbes Global 2000, в том числе Ansteel Group и China Zhongwang Holdings (металлургия), Hengli Petrochemical (нефтехимия), Bank of Jinzhou и Shengjing Bank (финансовые услуги).
Также в провинции расположены штаб-квартиры компаний Brilliance China Auto, BMW Brilliance, Polarsun Automobile, SG Automotive и Huanghai Bus (автомобилестроение), Shenyang Aircraft Corporation (авиастроение), CRRC Dalian (производство локомотивов), Dalian Shipbuilding Industry Company и Bohai Shipbuilding (судостроение), China Hualu Group (производство электроники), Benxi Steel Group, Dongbei Special Steel и Fushun Special Steel (металлургия), Fushun Petrochemical (нефтехимия), China Bio-Immunity Corporation (фармацевтика), Dayang Group (производство одежды), Hanwei Group (пищевая промышленность), Siasun Robotics (производство роботов), Dashang Group (розничная торговля), Bank of Dalian (финансовые услуги), Dalian Airlines (авиаперевозки), Neusoft и HiSoft (программное обеспечение).
- Торговая улица в Шэньяне
- The Castle Hotel в Даляне
- Торговый центр Dashang Group в Даляне

### Телекоммуникации
По состоянию на июнь 2021 года в Ляонине было построено 26,5 тыс. базовых станций 5G. Основные городские районы, а также ключевые промышленные парки и предприятия провинции охвачены сетью 5G.

### Внешняя торговля
По итогам первых семи месяцев 2021 года объём внешней торговли провинции Ляонин вырос на 13,6 % в годовом исчислении до 439,01 млрд юаней (около 67,74 млрд долл. США). Объём экспорта товаров увеличился на 21,2 % в годовом исчислении до 182,27 млрд юаней, а объём импорта товаров составил 256,74 млрд юаней, увеличившись на 8,7 % по сравнению с аналогичным периодом прошлого года. Импорт сырой нефти и железной руды составил 41,1 % от общей стоимости импорта провинции, за ними следовали электромеханическая продукция и продукция органической химии.
В 2023 году объем внешней торговли товарами в провинции Ляонин достиг 765,96 млрд юаней (107,6 млрд долл. США); объем импорта товаров составил 412,4 млрд юаней (в том числе энергоносителей на сумму 122 млрд юаней, что составило 29,6 % от общего объема импорта провинции, и электромеханической продукции на 114,7 млрд юаней), а объём экспорта товаров — 353,6 млрд юаней. Крупнейшим торговым партнером Ляонина являлся Европейский союз.

## Наука
Ведущими научно-исследовательскими учреждениями провинции Ляонин являются Даляньский технологический университет, Даляньский институт химической физики Китайской академии наук, Шэньянский фармацевтический университет, Северо-восточный университет (Шэньян), Даляньский медицинский университет, Китайский медицинский университет (Шэньян), Институт исследования металлов Китайской академии наук (Шэньян), Шэньянская национальная лаборатория материаловедения, Ляонинский университет (Шэньян), Шэньянский институт автоматизации Китайской академии наук, Медицинский университет Цзиньчжоу (Цзиньчжоу), Даляньский политехнический университет и Даляньский университет.

## Здравоохранение
Ведущими научно-исследовательскими и лечебными учреждениями провинции Ляонин являются Первая и Вторая аффилированные больницы Даляньского медицинского университета, больница Чжуншань Даляньского университета, Первая и Вторая аффилированные больницы Китайского медицинского университета (Шэньян).